# Hansruedi Dubach
Hansruedi Dubach (* 7. Februar 1937 in Egg) ist ein ehemaliger Radrennfahrer aus der Schweiz und Schweizer Meister im Radsport.

## Sportliche Laufbahn
Mit dem Radsport begann er 1954 und konnte gleich im ersten Jahr ein Rennen gewinnen. 1956 gewann er die nationale Meisterschaft im Querfeldeinrennen der Amateure. Mit dem Sieg in der Ostschweizer Rundfahrt qualifizierte er sich für die damalige A-Klasse der Amateure in der Schweiz. 1957 gewann er den nationalen Titel im Strassenrennen der Amateure. Nachdem er 1957 die Rekrutenschule absolviert hatte, wurde er 1958 Berufsfahrer mit einem Vertrag beim Radsportteam Cilo. Er konnte einige vordere Plätze bei den Profis erringen, beendete aber 1959 seine Laufbahn nach einer Sportverletzung.

## Berufliches
Dubach absolvierte eine Ausbildung zum Mechaniker.